# Manerebia typhlopsella
Manerebia typhlopsella är en fjärilsart som beskrevs av Otto Staudinger 1897. Manerebia typhlopsella ingår i släktet Manerebia och familjen praktfjärilar. Inga underarter finns listade i Catalogue of Life.